# Liste der Kulturgüter in Chénens
Die Liste der Kulturgüter in Chénens enthält alle Objekte in der Gemeinde Chénens im Kanton Freiburg, die gemäss der Haager Konvention zum Schutz von Kulturgut bei bewaffneten Konflikten, dem Bundesgesetz vom 20. Juni 2014 über den Schutz der Kulturgüter bei bewaffneten Konflikten sowie der Verordnung vom 29. Oktober 2014 über den Schutz der Kulturgüter bei bewaffneten Konflikten unter Schutz stehen.
Objekte der Kategorie A sind im Gemeindegebiet nicht ausgewiesen, Objekte der Kategorie B sind vollständig in der Liste enthalten, Objekte der Kategorie C fehlen zurzeit (Stand: 1. Januar 2023).

## Kulturgüter
| Foto |                                                                                       | Objekt                                                                                       | Kat. | Typ | Standort                           | Beschreibung |
| ---- | ------------------------------------------------------------------------------------- | -------------------------------------------------------------------------------------------- | ---- | --- | ---------------------------------- | ------------ |
| ja   | Datei hochladen · Wikidata zu Bauernhaus von Jaques Guisolan (Q29688583)              | Bauernhaus von Jaques Guisolan / Ferme de Jaques Guisolan KGS-Nr.: 12413                     | B    | G   | Route de la Gare 5 566569 / 176749 |              |
| ja   | Datei hochladen · Wikidata zu Bauernhaus des Abgeordneten Jacques Nicolet (Q29688600) | Bauernhaus des Abgeordneten Jacques Nicolet / Ferme du député Jacques Nicolet KGS-Nr.: 12414 | B    | G   | Route de Villaz 17 566463 / 176530 |              |